# لویتسکی (شهرستان میشکینسکی، باشقیرستان)
لویتسکی (انگلیسی: Levitsky, Mishkinsky District, Republic of Bashkortostan) یک شهرک در شهرستان میشکینسکی استان باشقیرستان کشور روسیه است.